# Pau Costa
Pau Costa (n. 1672, Vic — d. 1727, Cadaqués?) a fost un sculptor catalan.
1. ↑  Costa de Vique, Pablo, Union List of Artist Names, accesat în 9 octombrie 2017
2. ↑  Pau Costa, Gran Enciclopèdia Catalana